# Asalto al tren del dinero
Asalto al tren del dinero (Money Train en inglés) es una película estadounidense de acción y comedia de 1995 dirigida por Joseph Ruben y protagonizada por Wesley Snipes, Woody Harrelson y Jennifer Lopez.

## Argumento
John y Charlie (Wesley Snipes y Woody Harrelson) son dos hermanos interraciales que trabajan en la Policía de Nueva York como agentes de civil en el Metro con la misión de pillar a cualquier criminal o atracador in fraganti. Cuando uno de ellos se da a la fuga y se inicia una persecución, el ladrón adolescente llega hasta donde están guardando el dinero en el tren que recauda las ganancias del metro y fallece tiroteado por los guardias que manejaban el dinero del tren. A pesar del trágico final, su superior: Donald Paterson (Robert Blake) se muestra indiferente por el suceso y hace responsable a los agentes de que su tren haya llegado con retraso. 
Por su parte, Charlie tiene problemas de alcoholismo y de ludopatía, razón por la que es despedido del Cuerpo. Por lo que harto del comportamiento de su antiguo jefe, decide robar el dinero del tren en vísperas de año nuevo a pesar de la oposición de John.

## Reparto
- Wesley Snipes es John.
- Woody Harrelson es Charlie.
- Jennifer López es Grace Santiago.
- Robert Blake es Donald Patterson.
- Chris Cooper es Torch.
- Joe Grifasi es Riley.
- Scott Sowers es Mr. Brown
- Skipp Sudduth es Kowalski.

## Producción
El ferrocarril utilizado como el tren del dinero es un modelo modificado del convoy R22. El eje de las ruedas también fue modificado por la MTA y el equipo de producción de la película para adaptarlo a un tren subterráneo cubierto con una coraza de plata y equipado con luces en ámbar y puertas correderas similares a la de las cárceles. Tras la producción, el tren fue donado al Museo de Tránsito de Nueva York. Actualmente aparece expuesto en el complejo de Coney Island desde febrero de 2010. El parecido del actual tren del dinero es el de un ferrocarril pintado de amarillo con unas franjas negras en diagonal. En 2006, el Metro de Nueva York retiró el tren tras la introducción del MetroCard y máquinas expendedoras, por lo que el uso del tren fue cada vez menos rentable.

## Recepción
La recaudación en las taquillas estadounidenses fueron de 35.431.113 dólares (incluyendo 10.608.297 en su primera semana del estreno). Con un presupuesto estimado de 68 millones y una recaudación total de 77, el éxito de taquilla fue bastante discreto. Las críticas fueron en general negativas, En el sitio web Rotten Tomatoes, el film recibió una nota del 22% en un total de 32 críticas, de los cuales, uno de ellos comentó que: "era una comedia de acción decepcionante y exasperante".
Además de las pobres críticas, la película fue "vapuleada" por recrear la escena en la que un hombre pretendía robar a un taquillero tras rociarle con un líquido inflamable desconocido por la ventanilla a prueba de balas con un tubo de goma y amenazándole con prenderle fuego. Este suceso fue recreado poco después del estreno de la película, aunque la policía no pensó que tuviera relación con la producción. Sin embargo, muchas personalidades, entre las que se incluía Bob Dole, hicieron un llamamiento al boicot de la película.